# Narodniker
Narodnikerna (ryska: народник, narodnik; svenska: "folkvän") kallas de ryska författare, som på 1860- och 1870-talet studerade det ryska bondelivet och proletariatet och utarbetade sina intryck i novellform. Rörelsen hade föresatsen "att gå till folket" (ryska: хождение в народ, chozjdenije v narod). Till narodnikerna räknas bland andra Gleb Uspenskij, Nikolaj Zlatovratskij, Pavel Jakusjkin, Vasilij Sleptsov, Nikolaj Naumov, Nikolaj Pomjalovskij, Fjodor Resjetnikov och Aleksandr Levitov.
Sedermera fick ordet narodnitjestvo genom publicisten Pjotr Lavrov och Nikolaj Michajlovskij en socialagrarisk betydelse som politisk partibeteckning gentemot de rena marxisterna. Narodnikrörelsen tog avstånd från industrialiseringen och menade att jordbruket skulle vara bas för samhällsekonomin och bondesamhället förebild för samhällsbildningen. En extrem falang av rörelsen låg bakom attentatet mot tsar Alexander II år 1881.